# Die Monte Carlo Story
Die Monte Carlo Story ist eine US-amerikanische Filmkomödie aus dem Jahr 1957 mit Marlene Dietrich und Vittorio De Sica.

## Handlung
Am Anfang des Films wird sofort klar: Der Graf Dino della Fiaba ist ein Spieler und pleite, weil er sich noch nicht mal einen Platz am Kai leisten kann. Er muss, bevor er an Land rudert, die Schuhe ausziehen und die Hosen hochkrempelt, weil sein Beiboot Wasser enthält. Er geht unter freundlichem Gruß des Personals ins Kasino und gewinnt dort ein wenig.
Zurück trifft er sich mit einigen Leute von diesem Personal: Sie arbeiten im Casino, im Hotel „Au Milieu du Monde“ oder am Hafen. Doch alle finden es unwürdig, dass ein Graf „arbeiten“ muss und haben ihm deshalb einige Millionen (Franc, ca. 10.000 Dollar) vorgestreckt. Dafür muss er die Hälfte seiner Gewinne als Zins und Tilgung abliefern.
Doch seine Kreditgeber sind der Meinung, dass sich das Problem der minimalen Rückzahlung mit einer reichen Heirat lösen lässt und präsentieren eine Reihe von reichen Damen, die im Hotel „Au Milieu du Monde“ residieren. Keine gefällt so recht, bis die reiche Erbin Maria de Crevecoeur anreist. Graf Dino della Fiaba ist sofort fasziniert und macht ihr − tatkräftig von seinen Gläubigern unterstützt, die ihn als reichen Grafen aussehen lassen − den Hof. Auch Maria de Crevecoeur gefällt der reiche Graf, mit dessen Hilfe sie aus der Umklammerung des ihr nachgereisten Pfandleihers zu entkommen hofft. Doch als nach einigen Tagen Graf Dino della Fiaba Maria de Crevecoeur einen Heiratsantrag macht, stellen sie beide fest, dass sie auf Hochstapler reingefallen sind.
In diesem Augenblick reisen der reiche amerikanische Konservenfabrikant Homer Hinkley und seine Tochter Jane in Begleitung der Freemans auf einem Schoner an. Homer will das Schiff unter Segeln in den Hafen steuern und rammt dabei das Boot des Grafen leicht. Nachdem man sich kennengelernt hat, kann Maria de Crevecoeur sich um den Fabrikanten bemühen, dessen Frau verstorben ist, während Graf Dino della Fiaba von Jane Hinkley angehimmelt wird. Bei einem Besuch im Casino zeigen die forschen Amerikaner den beiden Spielern dann, wie man am Spieltisch gewinnt, auch wenn Jane erst Roulette lernen muss und sich Homer mit den französischen Regeln von 17+4 abplagt.
So verliebt sich Homer dann in Maria und Jane in den Grafen, obwohl sie weiß, dass eine Verbindung aufgrund des Altersunterschiedes unmöglich ist. Dafür sorgt Jane − die natürlich wie ihr Vater längst gemerkt hat, dass der Graf und Marie zwei abgebrannte Spieler sind −, dass nicht nur das Schiff des Grafen repariert wird, sondern auch der am Spieltisch gebliebene Motor wieder eingebaut wird. Bei einem Ball, auf dem Maria endgültig  Homer zusagt, mit ihm nach Indiana zu gehen, versucht Jane, den Grafen von ihrer Liebe zu überzeugen. Dabei erwähnt sie die Zahlen 15 und 19. Graf Dino, der erst wieder Roulette spielen will, wenn er todsicheres System hat und daran schon längere Zeit tüftelt, erkennt plötzlich diese Zahlen als seine Glückszahlen und gewinnt darauf ein ungeheure Summe, die ihn in die Lage versetzt, seine  Schulden zu bezahlen und seine Freunde mit fetten Zinsen zu entschädigen. Und endlich in die Heimat zu reisen, dem Spiel abzuschwören und sich zur Ruhe zu setzen. Am nächsten Tag reisen der Graf und die Hinkleys mit Maria ab. Doch erst beim Abschied erkennt Maria, dass sie doch zum Grafen und nicht zu Homer gehört, der sie darauf freigibt und mit einem geglückten Segelmanöver längsseits von Graf Dinos Boot geht.

## Deutsche Fassungen
| Figur                                 | Darsteller         | Deutscher Sprecher    | Deutscher Sprecher (1976) |
| ------------------------------------- | ------------------ | --------------------- | ------------------------- |
| Maria de Crevecoeur                   | Marlene Dietrich   | Gisela Breiderhoff    | Gisela Trowe              |
| Graf Dino della Fiaba                 | Vittorio De Sica   | Curt Ackermann        | Paul Edwin Roth           |
| Mr. Homer Hinkley                     | Arthur O’Connell   | Siegfried Schürenberg | Horst Schön               |
| Mrs. Edith Freeman                    | Jane Rose          | Friedel Schuster      | ?                         |
| Hector, Oberkellner                   | Mischa Auer        | Erich Fiedler         | Friedrich W. Bauschulte   |
| Sophia                                | Clelia Matania     | Gudrun Genest         | Gudrun Genest             |
| Mr. Fred Freeman                      | Truman Smith       | Hans Hessling         | Walter Gross              |
| Albert, Portier                       | Alberto Rabagliati | Wolf Martini          | Heinz Theo Branding       |
| Henri, Seemann                        | Carlo Rizzo        | Stanislav Ledinek     | Rolf Schult               |
| Walter Peeples, Bekannter von Hinkley | Frank Colson       | Wolfgang Lukschy      | ?                         |
| Jane Hinkley                          | Natalie Trundy     | Maria Körber          | Cornelia Meinhardt        |
| Duval                                 | Renato Rascel      | Hugo Schrader         | Franz Otto Krüger         |

## Kritik
„Ansprechend besetzte, leichte Komödienkost in der üppigen Kulisse von Monte Carlo, in den Randeinfällen der Casino-Handlung von einigem Witz, mit melodramatischem Schluß.“

## Hintergrund
Die Lieder stammen von Michel Emer („Vogliamoci Tanta Bene“, „Back Home in Indiana“, „The Monte Carlo Story“ und „Les jeux sont faits“) und Renato Rascel („Un jour l'amour“).